# 戴文·柏西斯
戴文·柏西斯（法語：Damien Plessis，1988年3月5日—），是一名法國職業足球員，司職防守中場，在法甲里昂展開其足球生涯。2010年夏天由英超球會利物浦加盟彭拿典奈高斯。

## 外部連結
- 利物浦足球會官方網頁 柏西斯資料
- 足球数据库：柏西斯的球员统计数据
- LFChistory.net 柏西斯資料 （页面存档备份，存于）
- This Is Anfield 柏西斯資料